# Guimarães
Guimarães [gimɐ'ɾɐ̃ĩʃ] ist eine Stadt im Norden von Portugal im Distrikt Braga. Hier soll Alfons I. (Afonso Henriques), der erste König Portugals, geboren sein, weswegen sie die erste Hauptstadt des Landes war und als „Wiege der Nation“ gilt.
Guimarães war 2012 (zusammen mit Maribor) Kulturhauptstadt Europas. Die Altstadt von Guimarães gehört zum UNESCO-Welterbe.

## Stadt

### Geographie
Guimarães liegt am Fuße der Serra da Penha, etwa 45 km nordöstlich von Porto und 20 km südöstlich von Braga an der Nationalstraße 101.

### Geschichte
Eine reiche galicische Gräfin namens Mumadona Dias soll hier um 960 eine Klosterburg (Castelo de Vimaranes) errichtet haben. Heinrich von Burgund gab der Stadt vermutlich 1096 das erste Stadtrecht, jedoch ist die Urkunde nicht erhalten geblieben. Heinrich von Burgund machte Guimarães 1096 auch zur Hauptstadt seiner Grafschaft Portuguale und ließ um den Schutzturm des Klosters eine Burg errichten, in der (wahrscheinlich) ca. 1109 sein Sohn Alfons I. (Afonso Henriques) geboren wurde. Mit der Schlacht von São Mamede vom 24. Juni 1128 wurde die portugiesische Gräfin Theresia, die Mutter von Alfons, die zu Gunsten ihres Geliebten den Sohn von der Nachfolge verdrängen wollte, entmachtet. 1139 ließ sich Alfons nach dem Sieg über die Mauren in der Schlacht von Ourique zum portugiesischen König ausrufen und bestimmte zunächst Guimarães zur ersten Hauptstadt des jungen Reiches. 1143 anerkannte Kastilien im Vertrag von Zamora die portugiesische Unabhängigkeit; im gleichen Jahr wurde die Hauptstadt nach Coimbra verlegt.
Im 15. Jahrhundert residierten in Guimarães die Herzöge von Bragança. 1853 wurde die bisherige Kleinstadt (Vila) Guimarães zur Stadt (Cidade) erhoben.

### Bevölkerungsentwicklung
| Einwohnerzahl der Stadt Guimarães (1864–2001) | Einwohnerzahl der Stadt Guimarães (1864–2001) | Einwohnerzahl der Stadt Guimarães (1864–2001) | Einwohnerzahl der Stadt Guimarães (1864–2001) | Einwohnerzahl der Stadt Guimarães (1864–2001) | Einwohnerzahl der Stadt Guimarães (1864–2001) | Einwohnerzahl der Stadt Guimarães (1864–2001) | Einwohnerzahl der Stadt Guimarães (1864–2001) | Einwohnerzahl der Stadt Guimarães (1864–2001) | Einwohnerzahl der Stadt Guimarães (1864–2001) |
| --------------------------------------------- | --------------------------------------------- | --------------------------------------------- | --------------------------------------------- | --------------------------------------------- | --------------------------------------------- | --------------------------------------------- | --------------------------------------------- | --------------------------------------------- | --------------------------------------------- |
| 1864                                          | 1878                                          | 1890                                          | 1900                                          | 1911                                          | 1920                                          | 1930                                          | 1960                                          | 2001                                          |                                               |
| 7.568                                         | 7.980                                         | 8.611                                         | 9.104                                         | 9.550                                         | 9.023                                         | 9.541                                         | 23.233                                        | 52.182                                        |                                               |

### Kultur und Sehenswürdigkeiten
Guimarães wurde vom Rat der Europäischen Union zur Kulturhauptstadt Europas 2012 ausgerufen. Maribor in Slowenien war ebenfalls Kulturhauptstadt 2012.

#### Museen
In Guimarães sind hauptsächlich drei Museen von internationaler kultureller Bedeutung, das
Museu Alberto Sampaio (Sakrale Kunst), das Museu de Arte Primitiva Moderna (Moderne naive Kunst) und das Museu da Socidedade Martins Sarmento.

#### Bauwerke
An Bauwerken und anderen Sehenswürdigkeiten sind vor allem die historische Altstadt, das Castelo sowie die Kirchen Igreja do São Miguel do Castelo, Igreja Nossa Senhora da Oliveira und Igreja dos Santos Passos zu nennen. Auch die Paläste Paço dos Duques de Bragança und Palácio de Vila Flor zählen zu den Sehenswürdigkeiten Guimarães.
- Castelo:  Die alte romanische Burg wurde in der Mitte des 10. Jahrhunderts auf Anweisung der galicischen Gräfin Mumadona gebaut, um die Stadt und das Kloster vor den Angriffen der Normannen und Araber zu schützen. Der Sohn Heinrichs von Burgund, der spätere König Alfons I., wurde 1109 hier geboren. Nach dem Sieg über die Araber und der Ausrufung des Königreichs Portugal, einem Gebiet zwischen den Flüssen Minho und Tejo, machte er Guimarães 1140 zur ersten Hauptstadt Portugals. Der Bergfried (Torre de Menagem) hat eine Höhe von 27 m. Die Burganlage gilt als eine der besterhaltenen romanischen Festungen Portugals. In den 1940er Jahren ließ Salazar die Burg renovieren. Die Umfassungsmauern sind zinnen- und turmbewehrt und umschließen einen verhältnismäßig kleinen dreieckigen Burghof.
- In der nahe gelegenen Capela São Miguel do Castelo vom Anfang des 12. Jahrhunderts wurde 1111 der erste portug. König Afonso I. (Henriques) getauft. Gleich am Eingang steht eine Nachbildung des Taufsteins, dessen Original heute in der Igreja de Nossa Senhora da Oliveira zu finden ist. Die karge Ornamentik und die nur schießschartengroßen Fenster erzeugen einen etwas düsteren Eindruck. Sehenswert sind die vielen Grabplatten, die im Boden eingelassen sind.
- Santuário da Penha ist eine katholische Wallfahrtskirche auf dem Monte da Penha

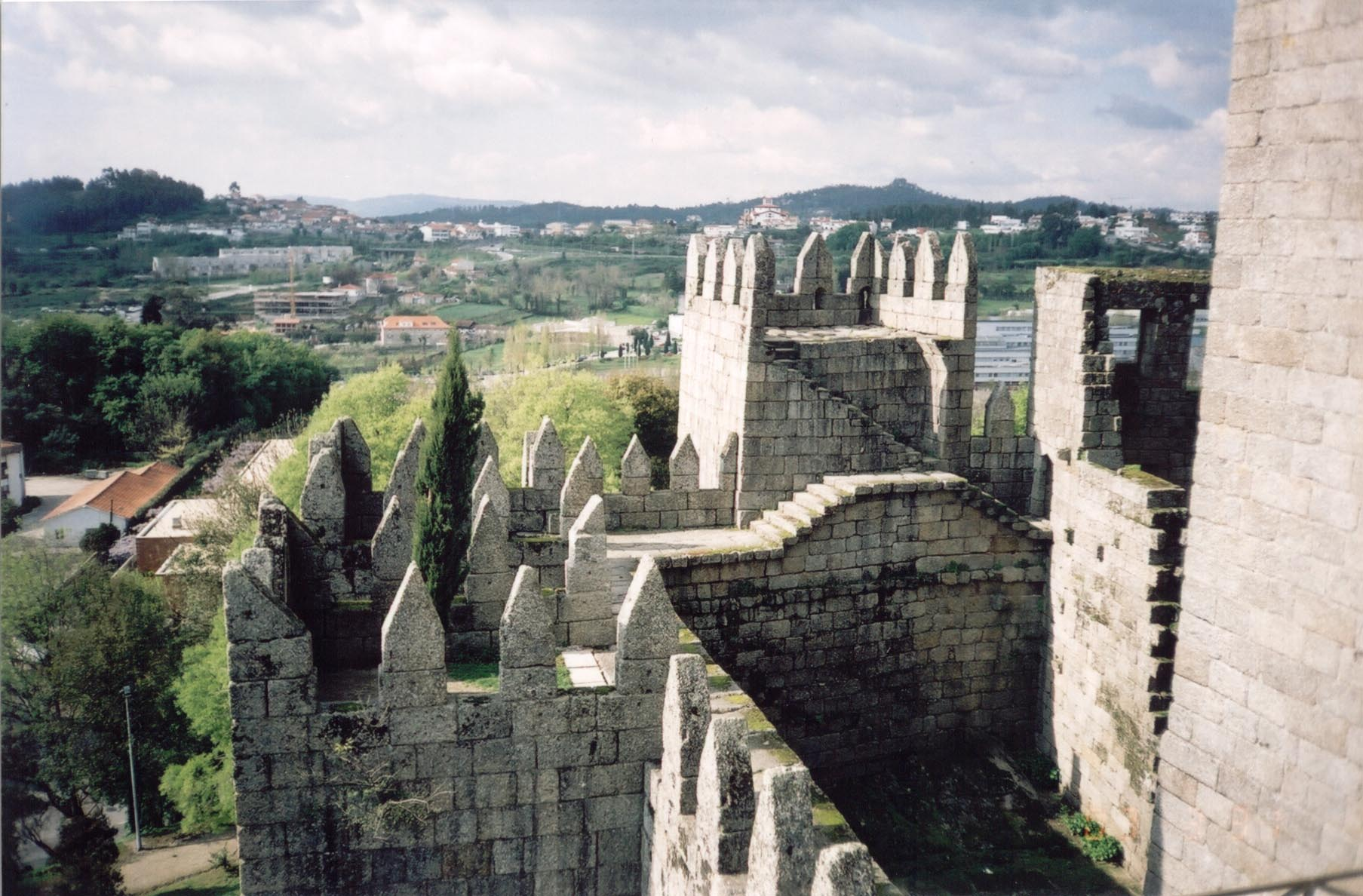
Blick Richtung Süden über die Stadt
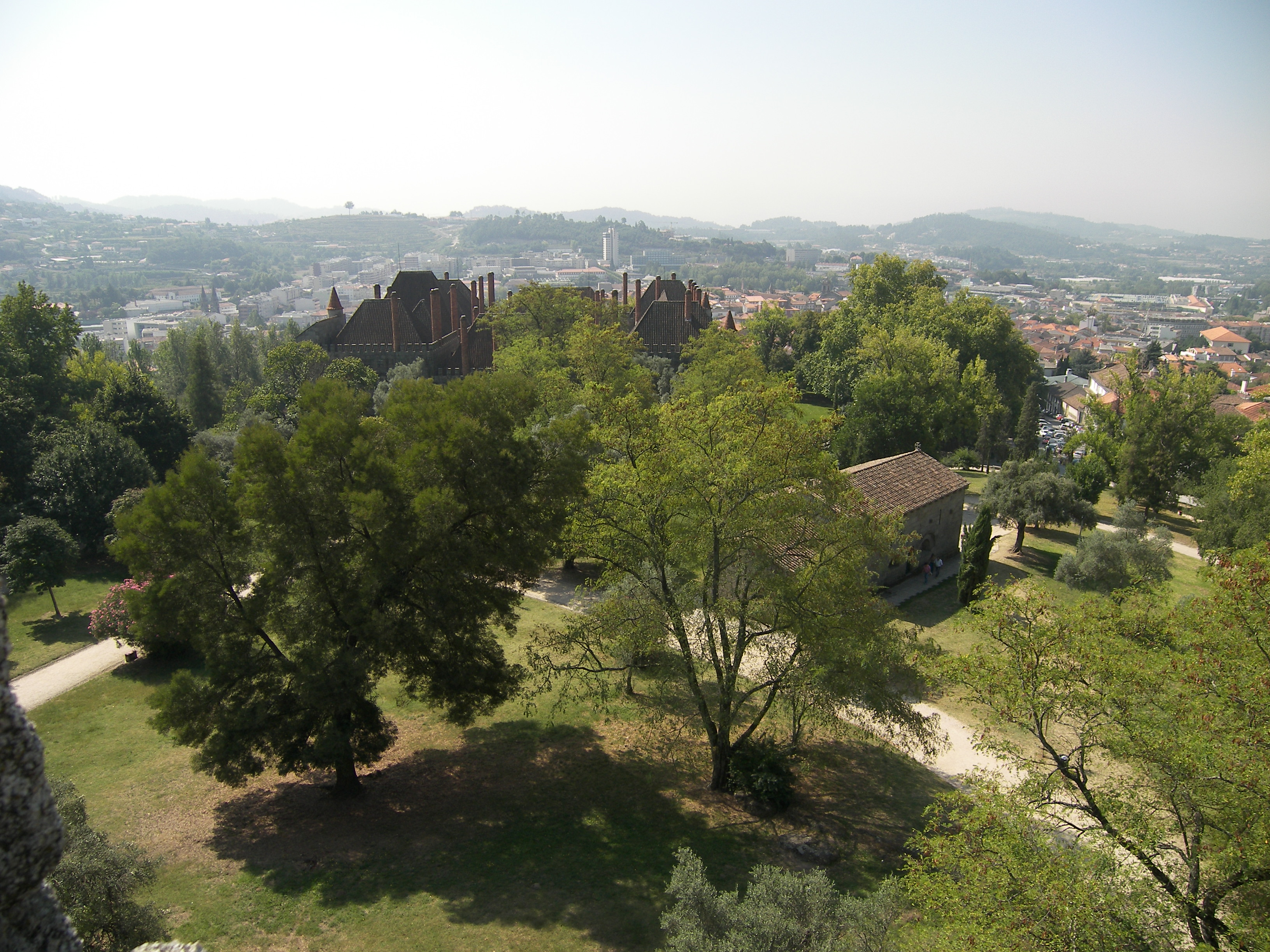
Blick vom Castelo nach Süden, rechts vorne die Capela, links dahinter der Palast
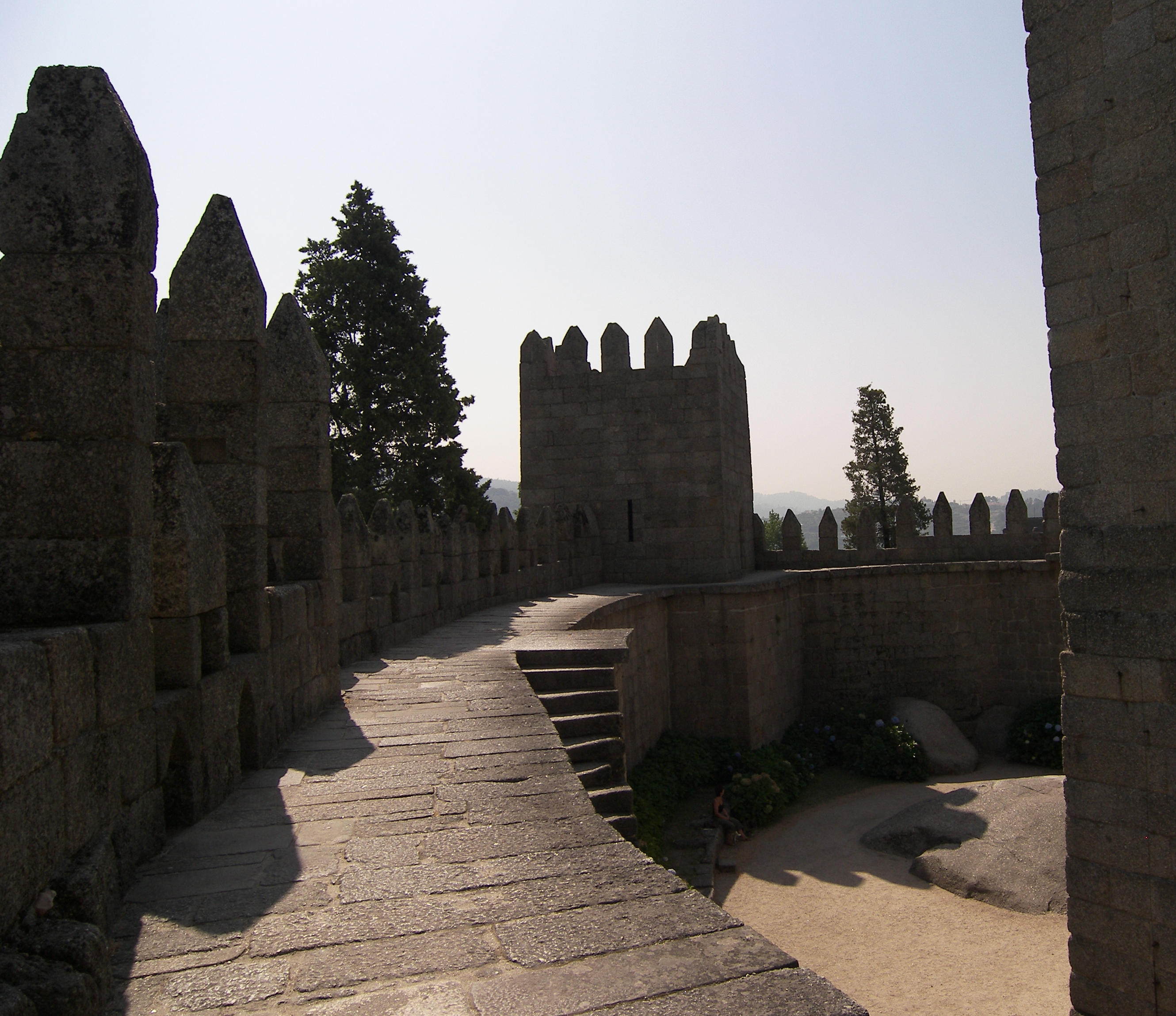
Eindruck von der Stärke der Burgmauern
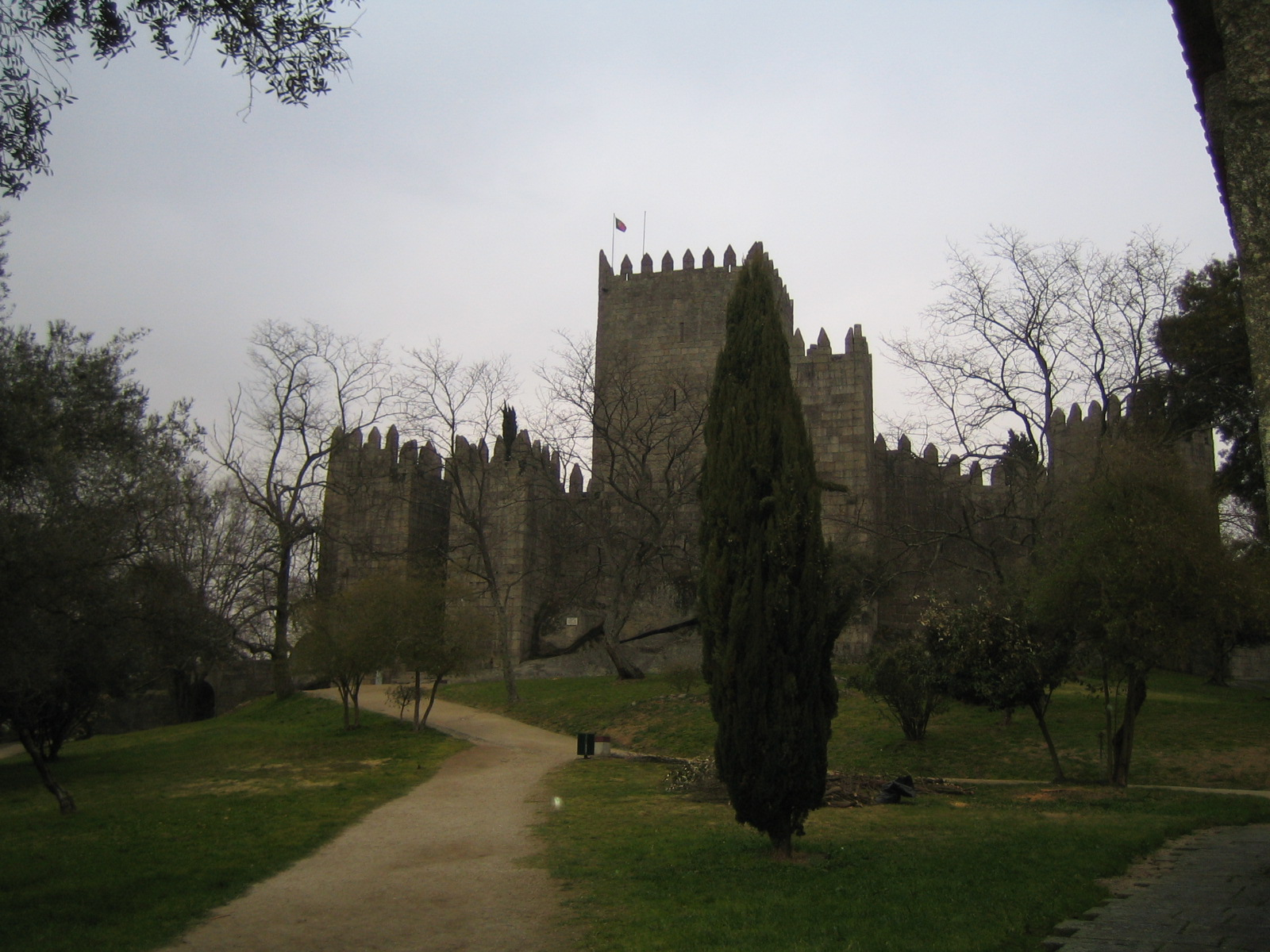
Außenansicht
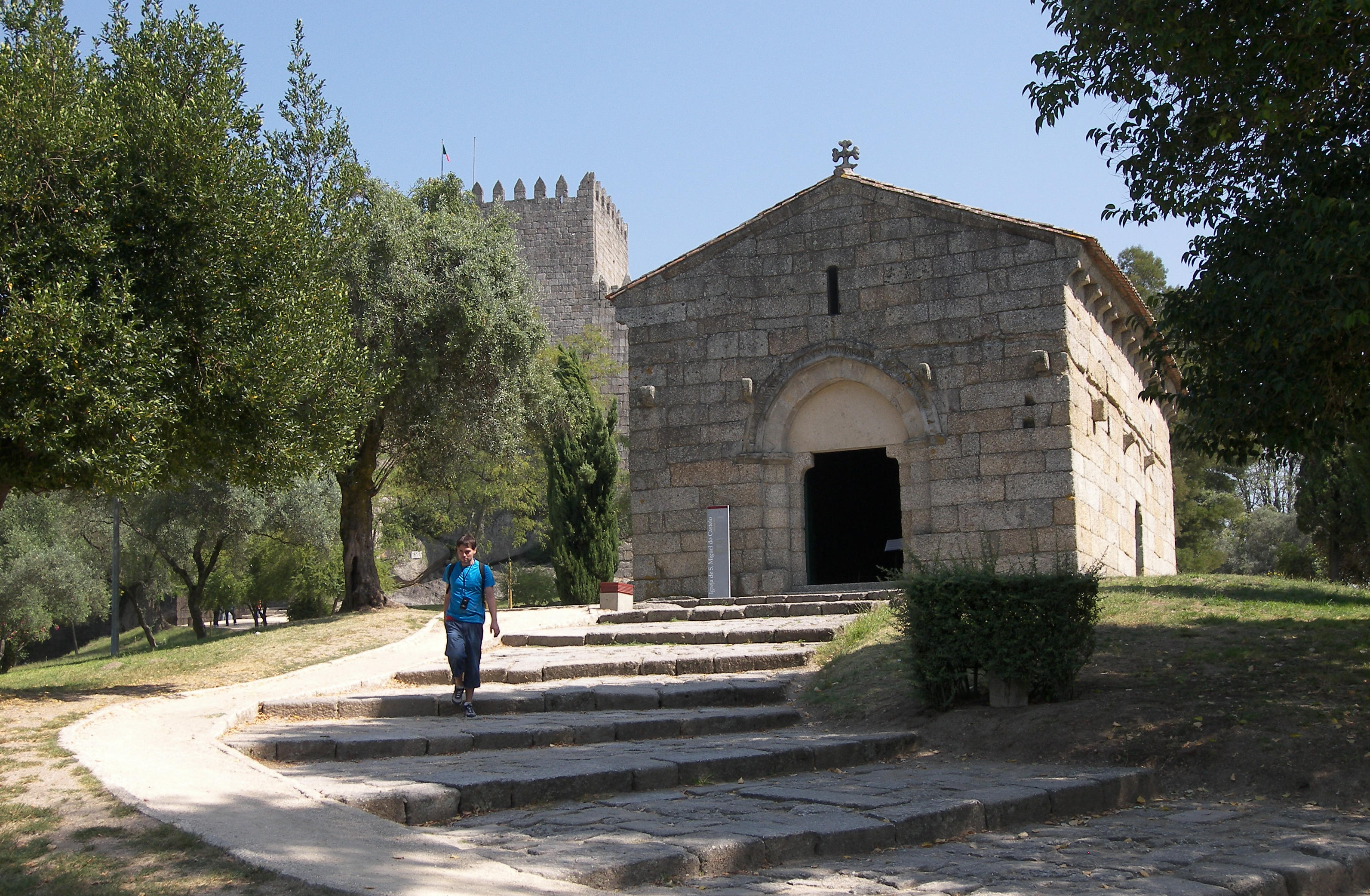
Capela São Miguel do Castelo
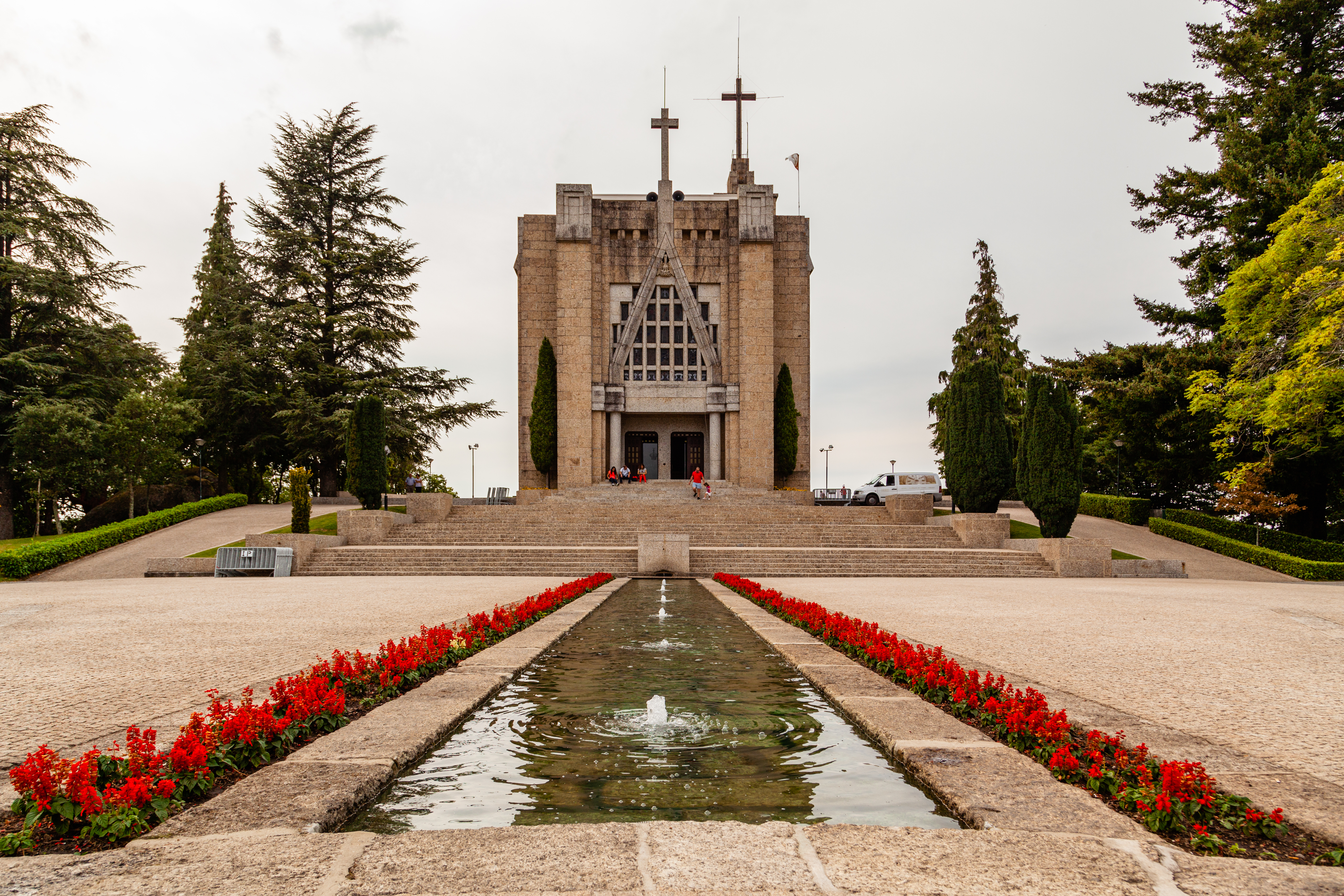
Die Wallfahrtskirche Santuário da Penha bei Guimarães
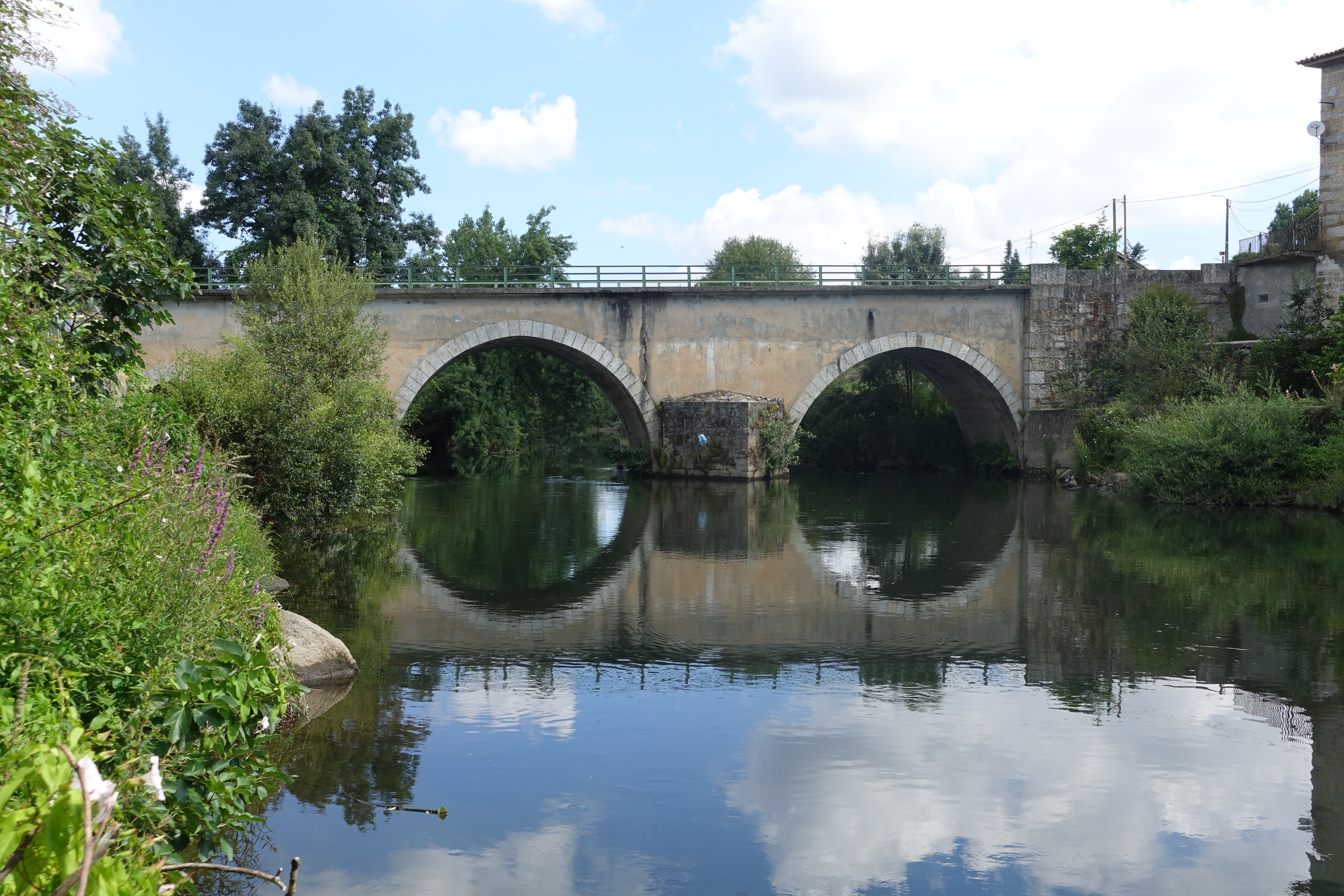
Brücke von Serves – Nationalmonument

- Paço Ducal (Paço dos Duques de Bragança): Der Palast wurde um 1420 von Afonso H. nach französischem Vorbild im normannisch-burgundischen Stil erbaut und zählt zu den prächtigsten Adelssitzen des 15. Jahrhunderts. Anlässlich der Jahrtausendfeier ließ Salazar den Bau 1960 zur offiziellen Staatsbleibe umfunktionieren.
- Das Denkmal des Afonso Henriques wurde 1887 vom Bildhauer António Soares dos Reis geschaffen und steht unweit des Herzogspalastes.
- Der Largo do Brasil gehört zu den schönsten Plätzen der Stadt. An seinem südöstlichen Ende steht die barocke Igreja dos Santos Passos von 1769.
- Die 1737 begonnene Basílica de São Pedro steht am Largo do Toural.

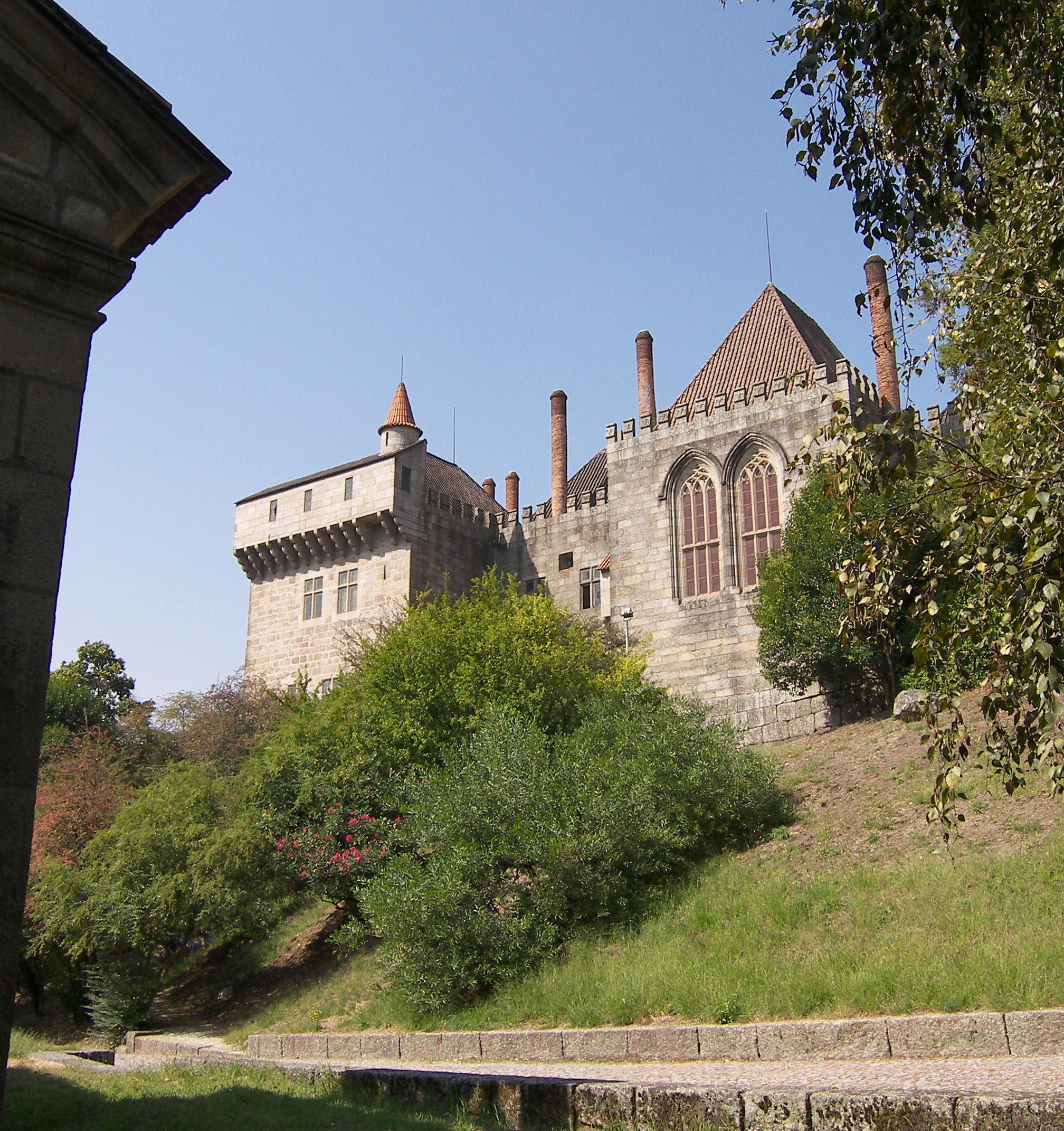
Paço Ducal
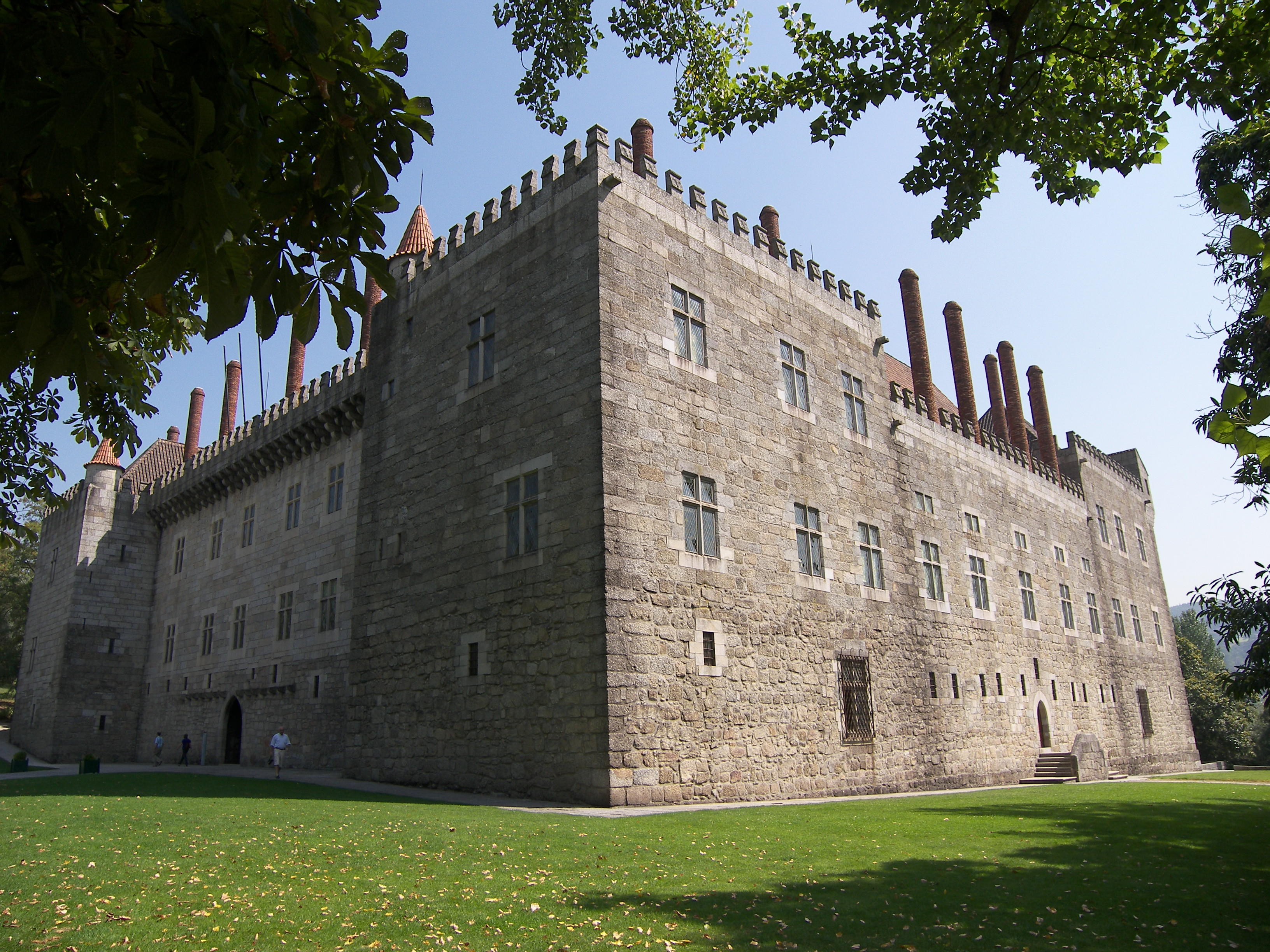
Paço Ducal
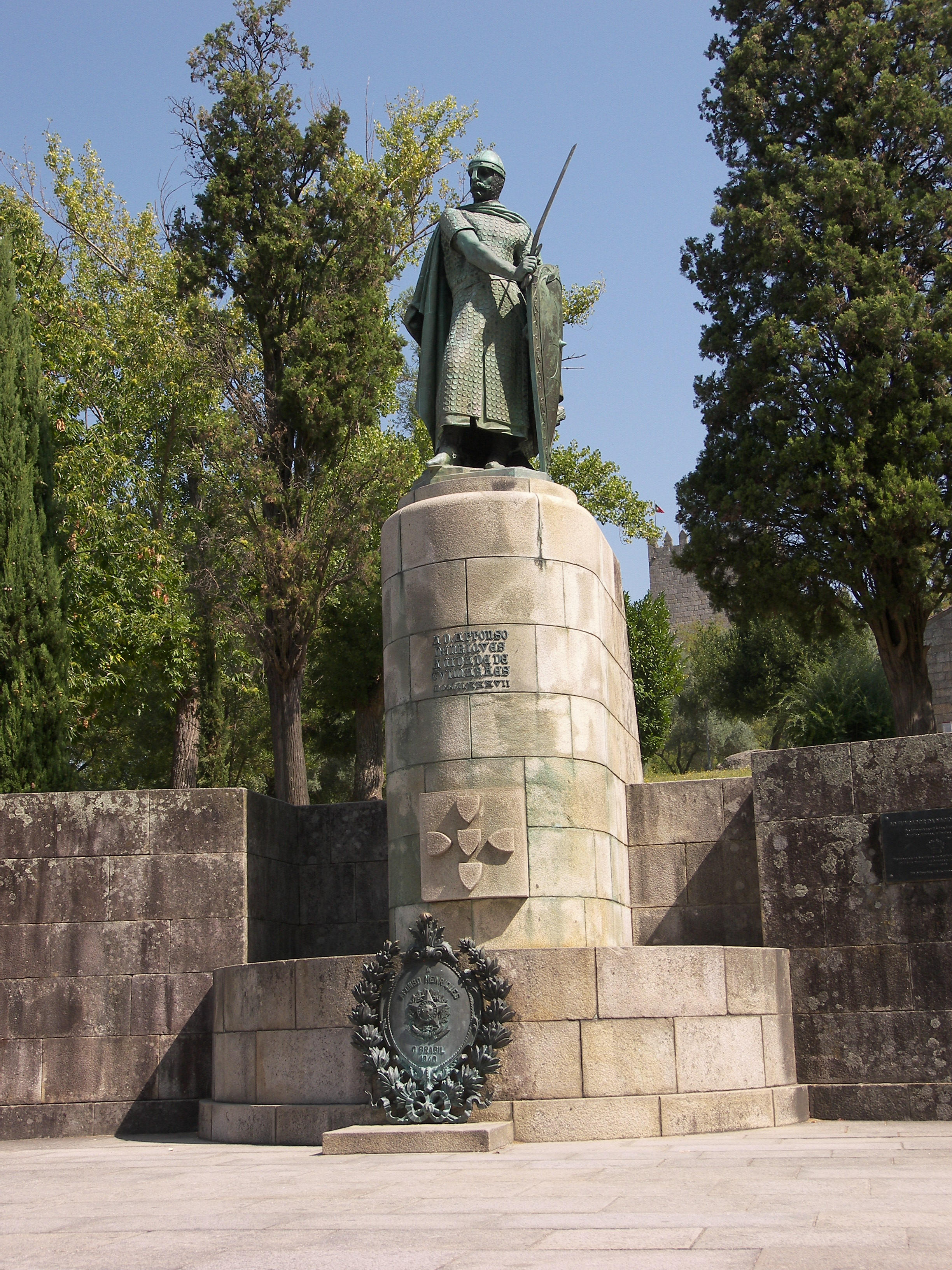
Denkmal des Afonso Henriques
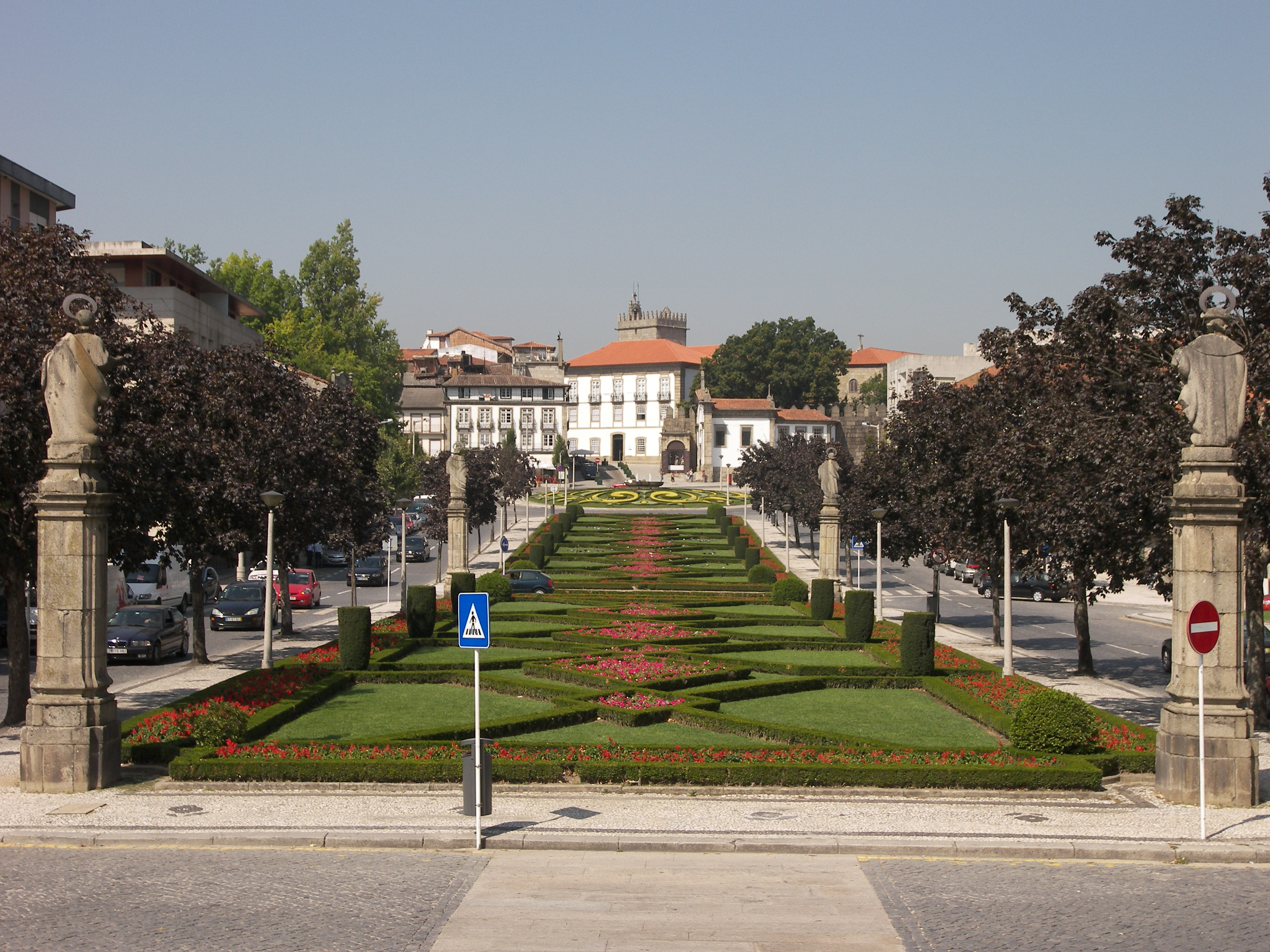
Largo do Brasil, Blickrichtung Nordwest
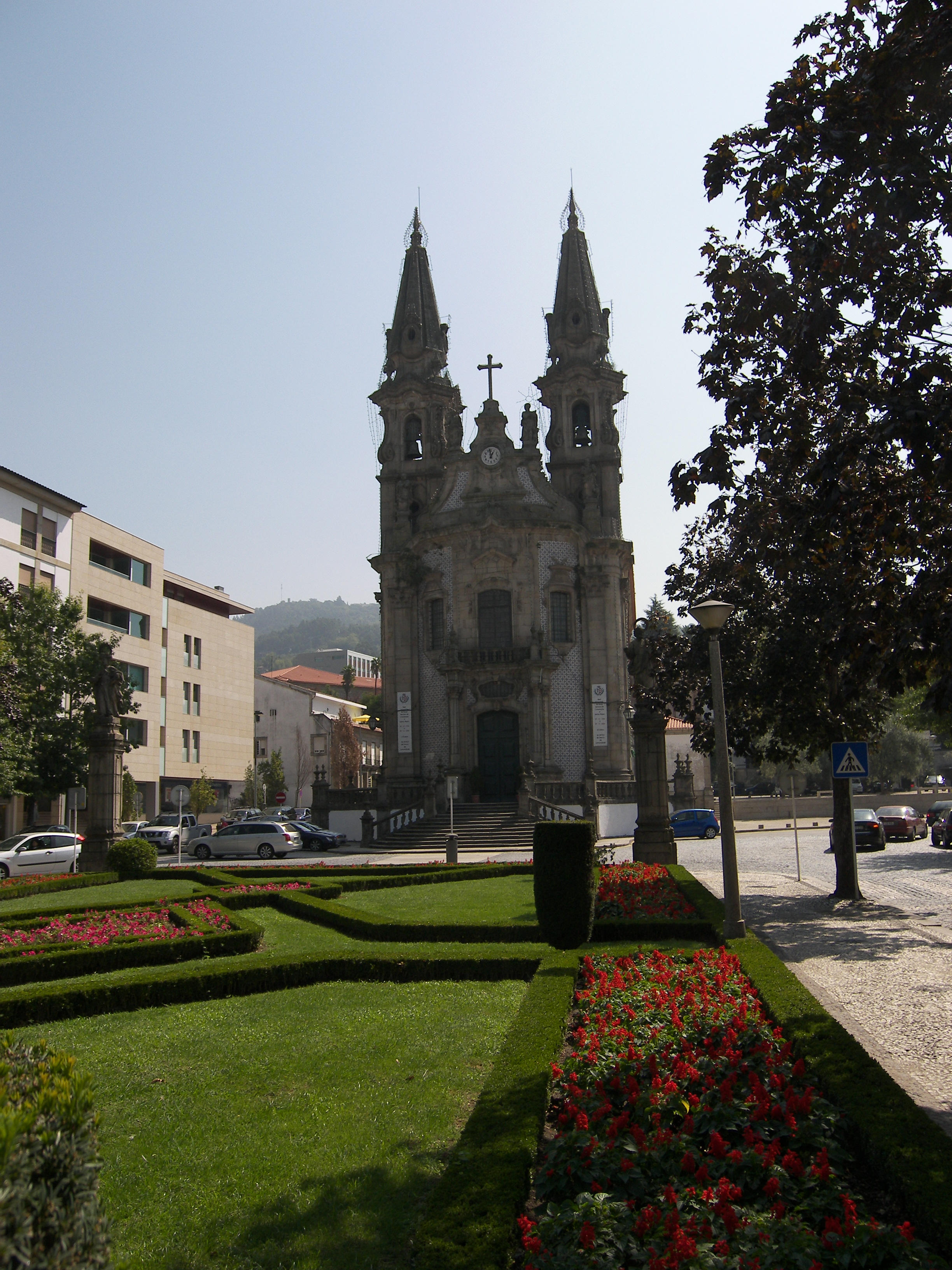
Igreja dos Santos-Passos

- Eine Vielzahl von Gassen und Gässchen, Geschäften und Konventen bildet die liebevoll restaurierte Altstadt. Die wohl schönste und älteste Straße der Stadt, die Rua de Santa Maria, führt vom Burg- und Palastensemble zum zentralen Platz, dem Largo da Oliveira („Ölbaumplatz“).
- Wichtigstes Bauwerk auf dem Largo da Oliveira ist die Igreja de Nossa Senhora da Oliveira. Hier ließ die Gräfin Mumadona Dias um 960 das Kloster errichten, das 1387–1393 erweitert wurde. Der bedeutendste Prior des Klosters war der spätere Papst Johannes XXI.
- Im Kreuzgang und anderen Teilen der Kirche ist seit 1928 das Museo Alberto Sampaio untergebracht. Es beherbergt bedeutende Exponate aus Kirchen der Region.
- Der Alpendre ist eine quadratische manuelinisch-gotische Säulenhalle. Er steht seit 1342 vor dem Westportal der Kirche.
- Das frühere Rathaus (antigos paços do conselho) aus dem 14. Jahrhundert, erneuert Ende des 17. Jahrhunderts, steht gegenüber der Igreja de Nossa Senhora da Oliveira.

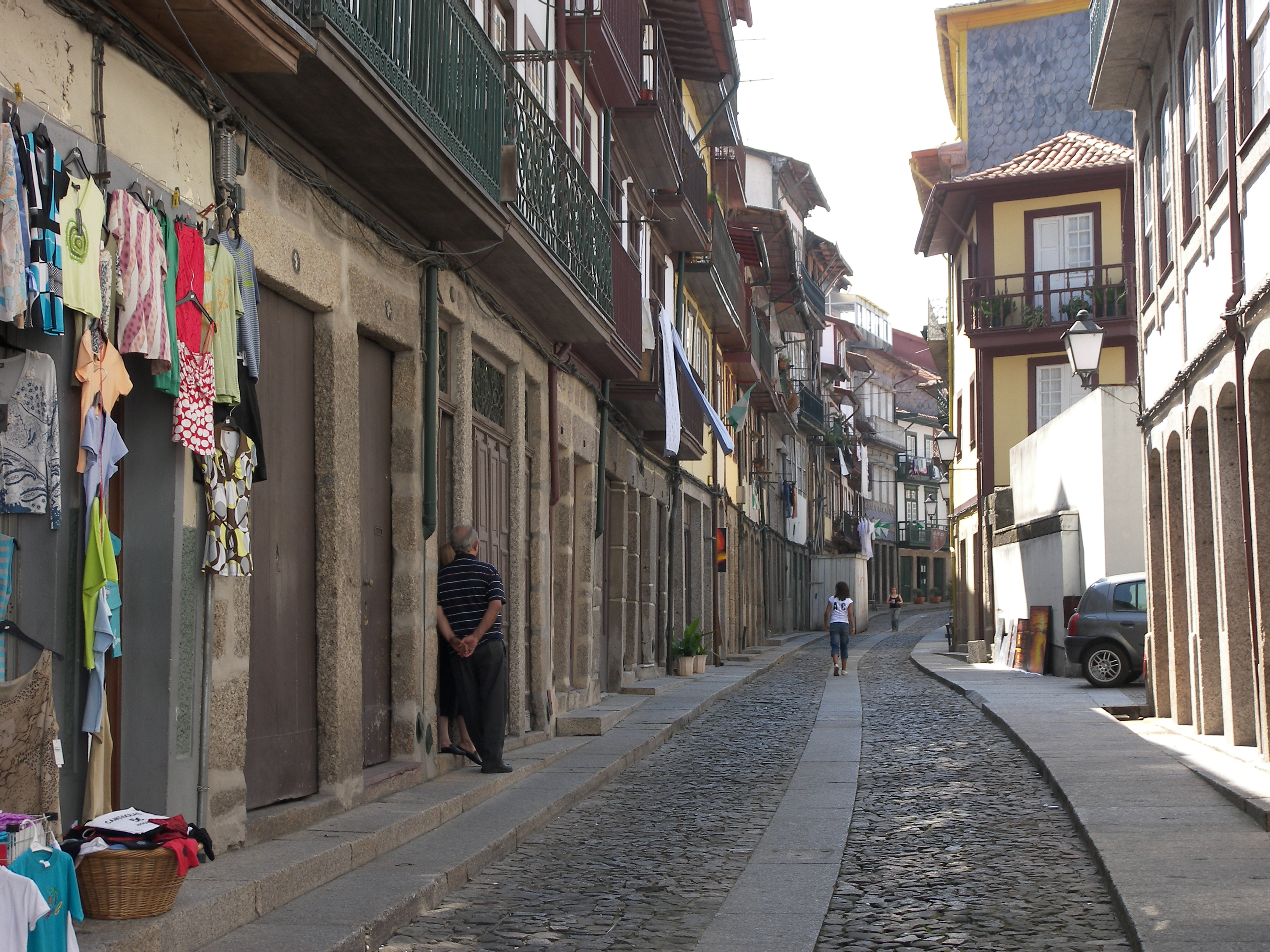
Straße in der Altstadt
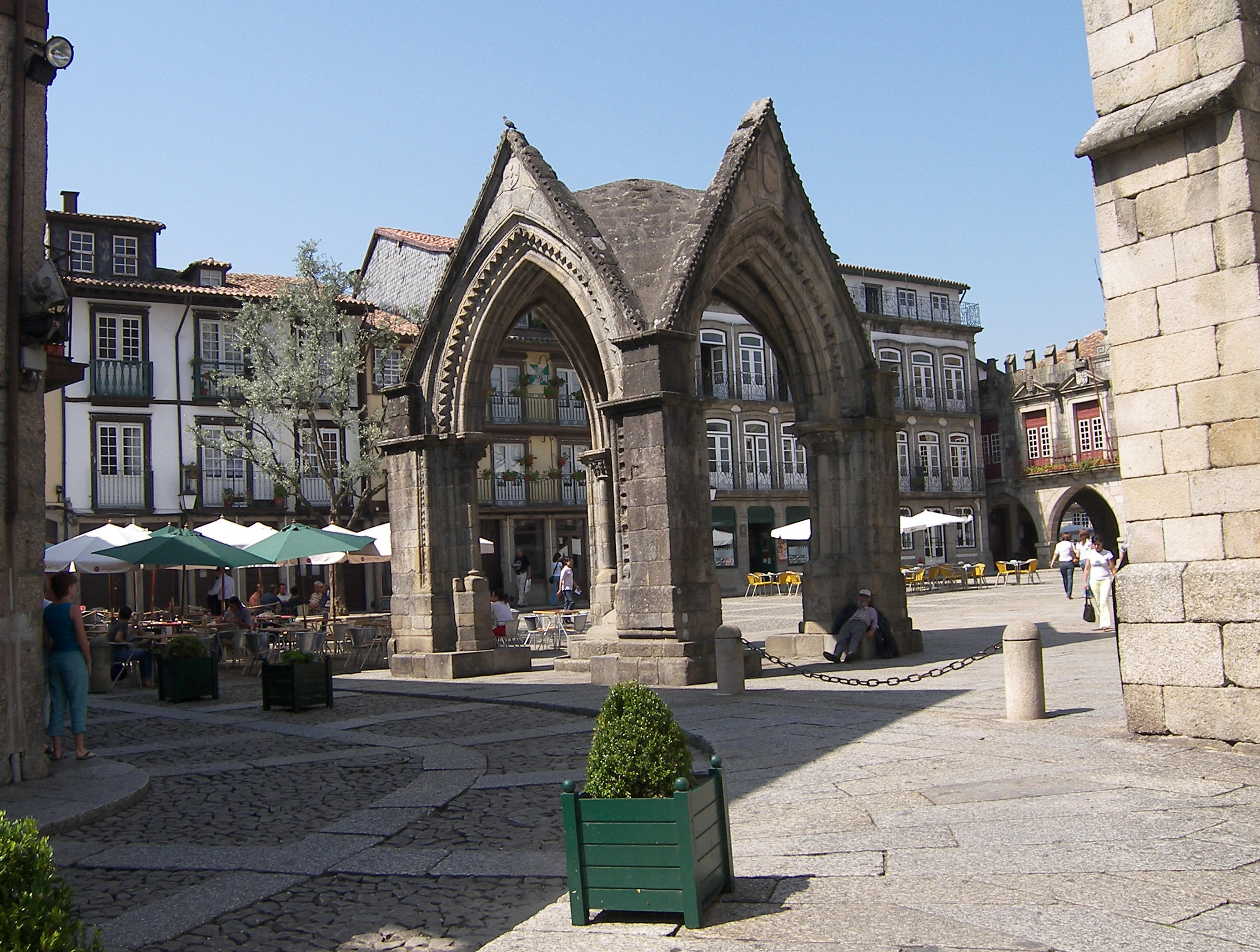
Alpendre auf dem Largo da Oliveira
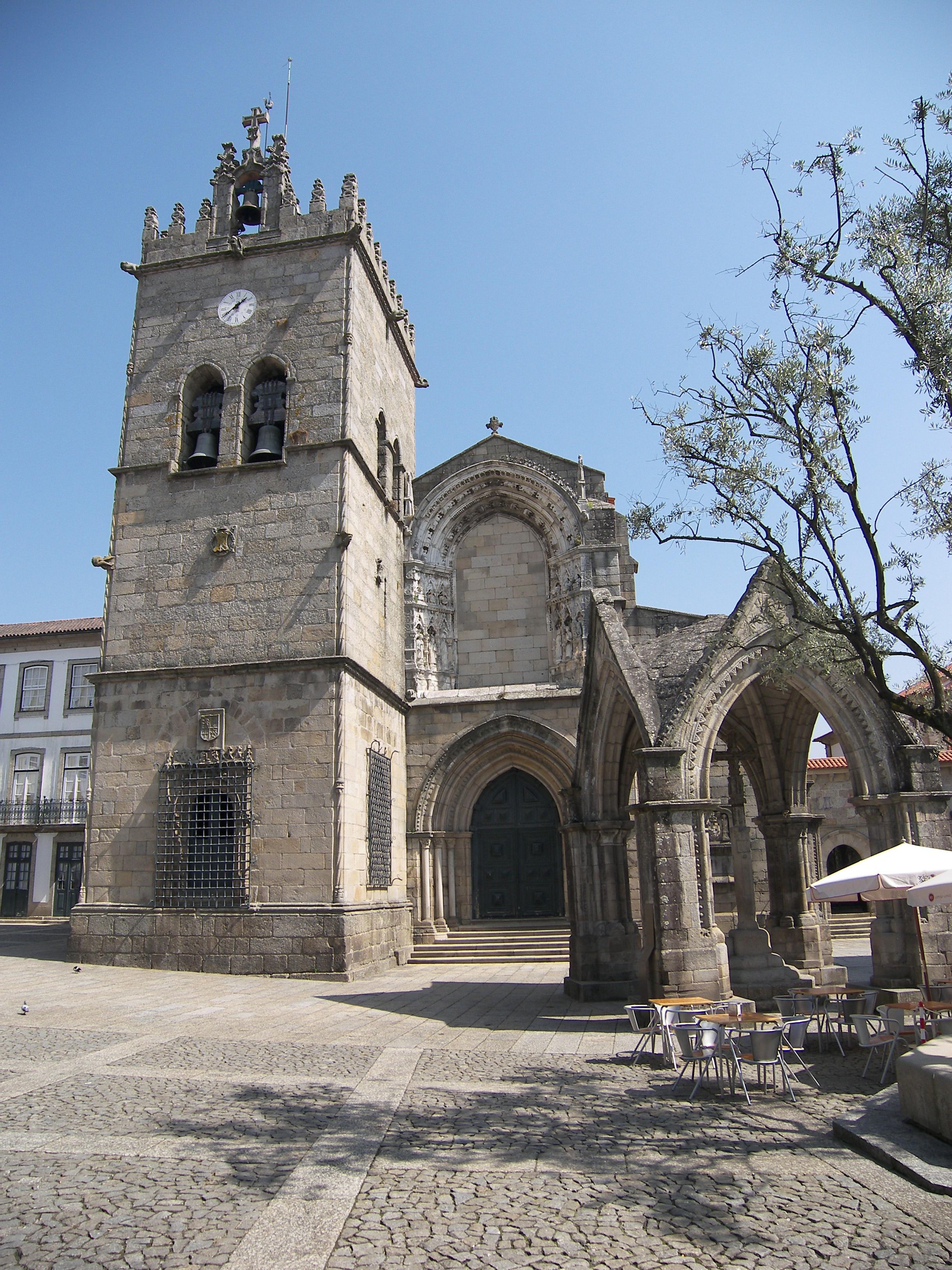
Igreja de Nossa Senhora da Oliveira
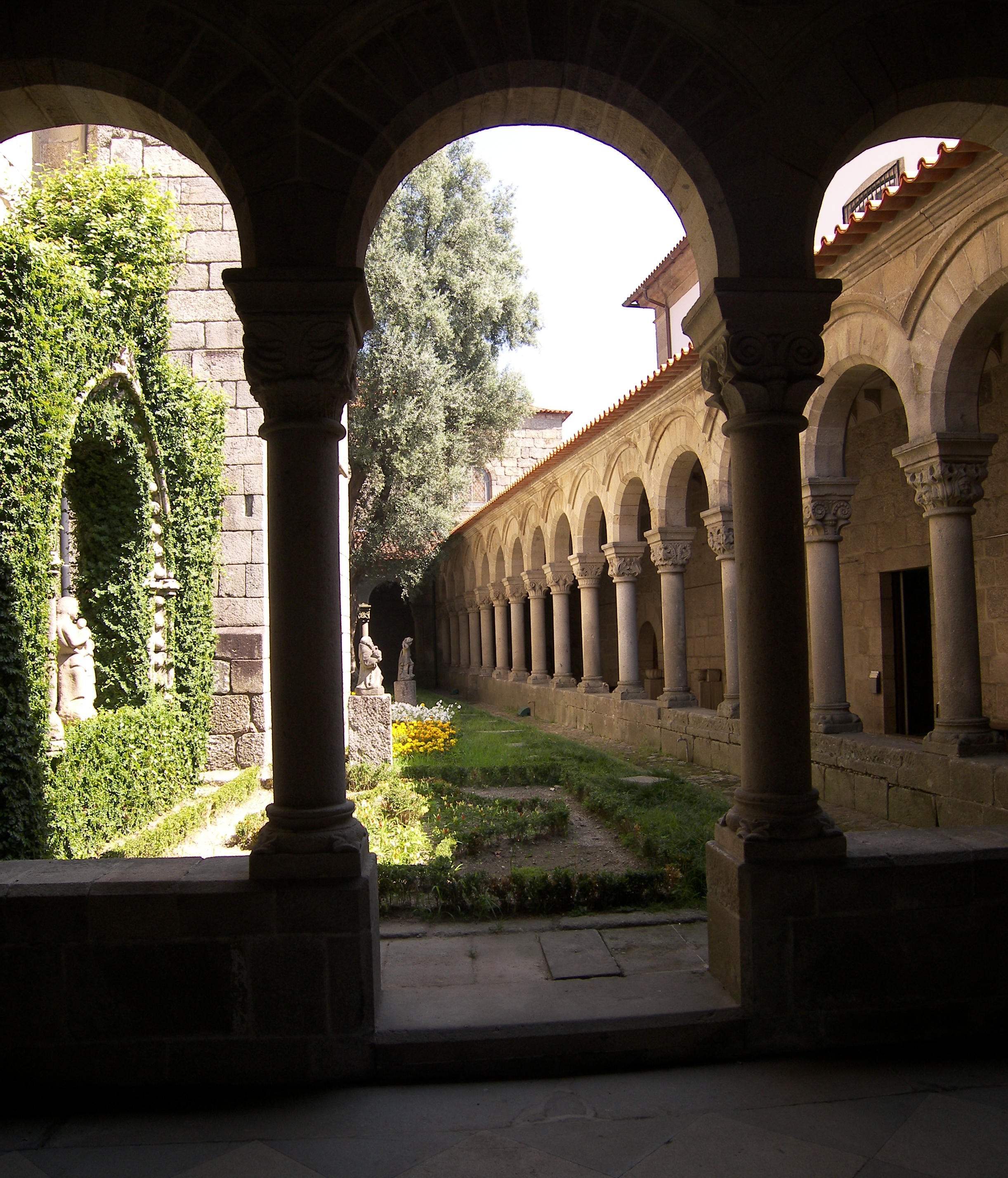
Innenhof des Museo Alberto Sampaio, ehemals Kreuzgang
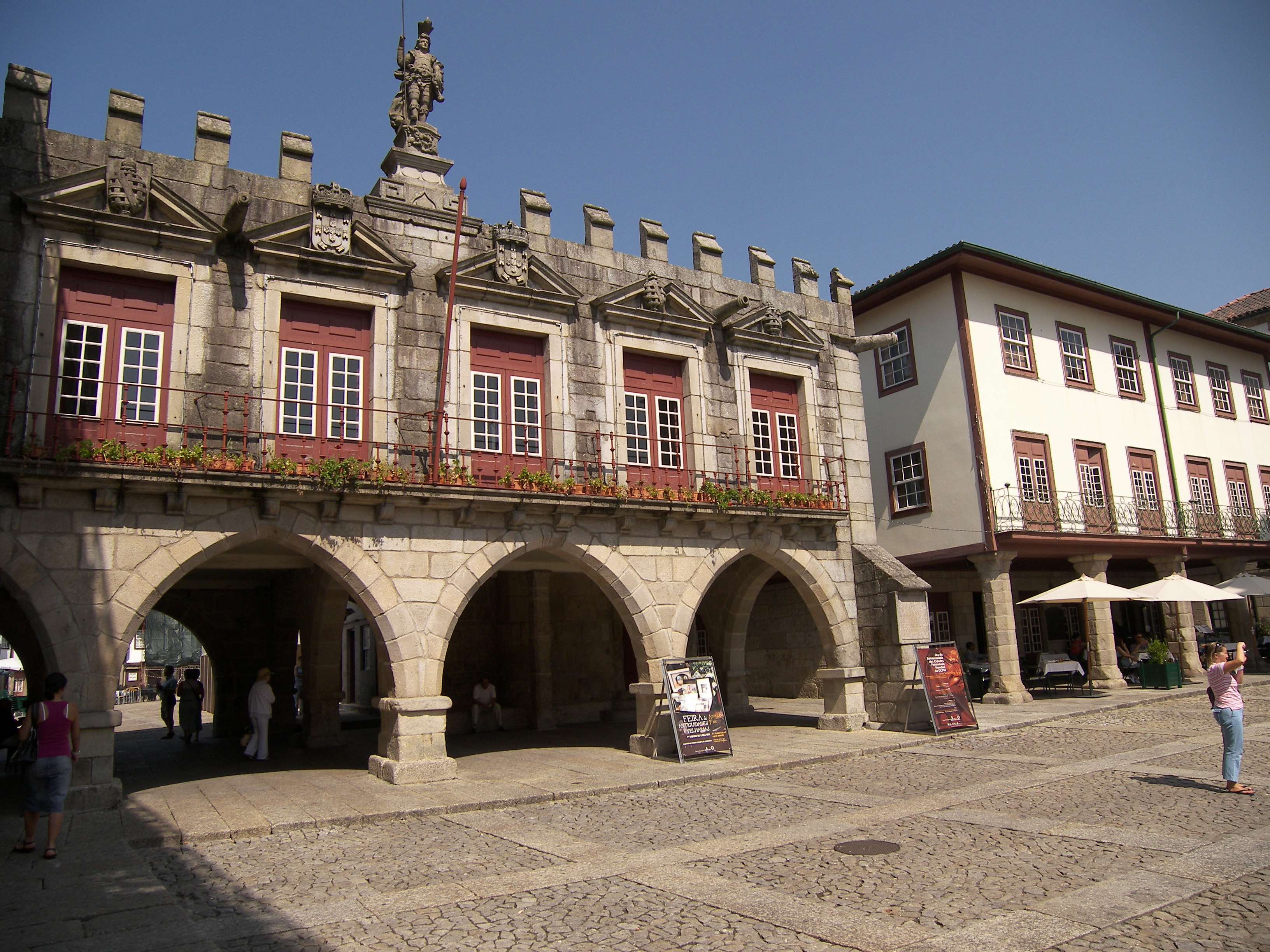
Ehem. Rathaus (antigos paços do conselho)

#### Regelmäßige Veranstaltungen
- In der ersten Augustwoche finden seit 1906 die „Gualterianas“ zu Ehren des Hl. Gualter statt. Zu den Festivitäten gehören Cortejo do Linho (Leinenfestzug) und die Batalha das Flores (Blumenschlacht). Ein großer Umzug beschließt das Fest.
- Vom 29. November bis 7. Dezember feiern die Studenten von Guimaraes die „Nicolinas“ zu Ehren des Hl. Nikolaus von Myra. Besonders beliebt sind die „Ceias Nicolinas“: nach dem Abendessen in den Restaurants der Stadt ziehen die Teilnehmer durch die Straßen und stimmen die „Toques Nicolinos“ auf ihren Trommeln an.
- Am 13. Dezember wird jedes Jahr das Fest der Santa Luzia bei der Capela de Santa Luzia in der Rua Francisco Agra gefeiert. Traditionell wird dazu ein besonderes Gebäck aus Roggenmehl und Zucker hergestellt, dessen Formen eindeutig sexuelle Konnotationen haben. Verliebte junge Männer schenkten das phallusartige Gebäck der Angebeteten; wenn die Zuneigung erwidert wurde, schenkte das Mädchen ein Vögelchen.
- Die „Romaria Grande de Sao Torcato“ findet jährlich im Juli in der Gemeinde Sao Torcato statt und gilt als die größte Romaria in der Region Minho. Vier Tage lang wird gefeiert, dazu gehört die Prozession zu Ehren des Hl. Torcato.

### Wirtschaft
In Guimarães überwiegen Textil- und Schuhindustrie.

### Verkehr
Seit 1884 ist Guimarães über die Linha de Guimarães nach Porto an das portugiesische Eisenbahnnetz angebunden. Die ursprünglich in Meterspur erbaute Strecke wurde 2004, rechtzeitig zu den in Guimarães ausgetragenen Spielen der Fußball-Europameisterschaft 2004, auf die iberische Breitspur umgespurt und elektrifiziert. Seitdem gibt es neben den im dichten Takt angebotenen Vorortzügen der Urbanos do Porto auch ein Intercidades-Zugpaar nach Lissabon.

### Sport
Im Dom-Afonso-Henriques-Stadion des Fußballklubs Vitória Guimarães mit 30.000 Sitzplätzen fanden einige Spiele der Fußball-Europameisterschaft 2004 statt.

### Partnerstädte
Guimarães unterhält folgende zehn Städtepartnerschaften und zwei Kooperationen:
| Stadt                      | Land                  | seit | Typ                   |
| -------------------------- | --------------------- | ---- | --------------------- |
| Brive-la-Gaillarde         | Frankreich            | 1993 | Partnerstadt          |
| Colonia del Sacramento     | Uruguay               | 2001 | Partnerstadt          |
| Compiègne                  | Frankreich            | 2006 | Partnerstadt          |
| Dijon                      | Frankreich            | 2016 | Partnerstadt          |
| Igualada                   | Spanien               | 1995 | Partnerstadt          |
| Kaiserslautern             | Deutschland           | 2000 | Partnerstadt          |
| Kavadarci                  | Nordmazedonien        | 2006 | Kooperation           |
| Londrina                   | Brasilien             | 1987 | Partnerstadt          |
| Mé-Zóchi                   | São Tomé und Príncipe | 1989 | Gemeindepartnerschaft |
| Montluçon                  | Frankreich            | 2016 | Partnerstadt          |
| Ribeira Grande de Santiago | Kap Verde             | 2007 | Gemeindepartnerschaft |
| Rio de Janeiro             | Brasilien             | 1999 | Partnerstadt          |
| Tacoronte                  | Spanien               | 1997 | Partnerstadt          |
| Tourcoing                  | Frankreich            | 1997 | Kooperation           |

### Söhne und Töchter der Stadt
- Alfons I. der Eroberer (1109–1185), erster König von Portugal
- Gil Vicente (1465–1536), Dramatiker
- Emídio Guerreiro (1899–2005), Freiheitskämpfer und Antifaschist
- Guilherme de Faria (1907–1929), Lyriker
- Virgínia Moura (1915–1998), Bauingenieurin und antifaschistische Aktivistin
- João Felgueiras (* 1921), Jesuitenpater in Osttimor
- Manuel Monteiro de Castro (* 1938), vatikanischer Diplomat und Kurienkardinal
- José de Guimarães (* 1939), bildender Künstler
- Alberto Martins (* 1945), Politiker
- Luís Marques Mendes (* 1957), Jurist und Politiker
- Aurora Cunha (* 1959), Leichtathletin
- Dionísio Castro (* 1963), Leichtathlet
- Domingos Castro (* 1963), Leichtathlet
- Joaquim Sampaio (* 1970), Radrennfahrer
- Ricardo Fernandes (* 1978), Fußballspieler
- Fernando Meira (* 1978), Fußballspieler
- Alexandre Martins Costa (* 1979), Fußballspieler
- Pedro Mendes (* 1979), Fußballspieler
- César Peixoto (* 1980), Fußballspieler
- Ana Dulce Félix (* 1982), Leichtathletin
- Custódio (* 1983), Fußballspieler
- José Mendes (* 1985), Radrennfahrer
- Vieirinha (* 1986), Fußballspieler
- Vitinha (* 1986), Fußballspieler
- João Sousa (* 1989), Tennisspieler
- André Preto (* 1993), Fußballtorwart
- Rui Silva (* 1993), Handballspieler
- André Almeida (* 2000), Fußballspieler
- Tomás Händel (* 2000), portugiesisch-österreichischer Fußballspieler
- Francisca Jorge (* 2000), Tennisspielerin
- Matilde Jorge (* 2004), Tennisspielerin

## Kreis

### Verwaltung
Guimarães ist Sitz des gleichnamigen Kreises (Concelho). Die Nachbarkreise sind (im Uhrzeigersinn im Norden beginnend) Póvoa de Lanhoso, Fafe, Felgueiras, Vizela, Lousada, Santo Tirso, Vila Nova de Famalicão sowie Braga.
Mit der Gebietsreform im September 2013 wurden mehrere Gemeinden zu neuen Gemeinden zusammengefasst, sodass sich die Zahl der Gemeinden von zuvor 69 auf 50 verringerte.
Die folgenden Gemeinden (Freguesias) liegen im Kreis Guimarães:

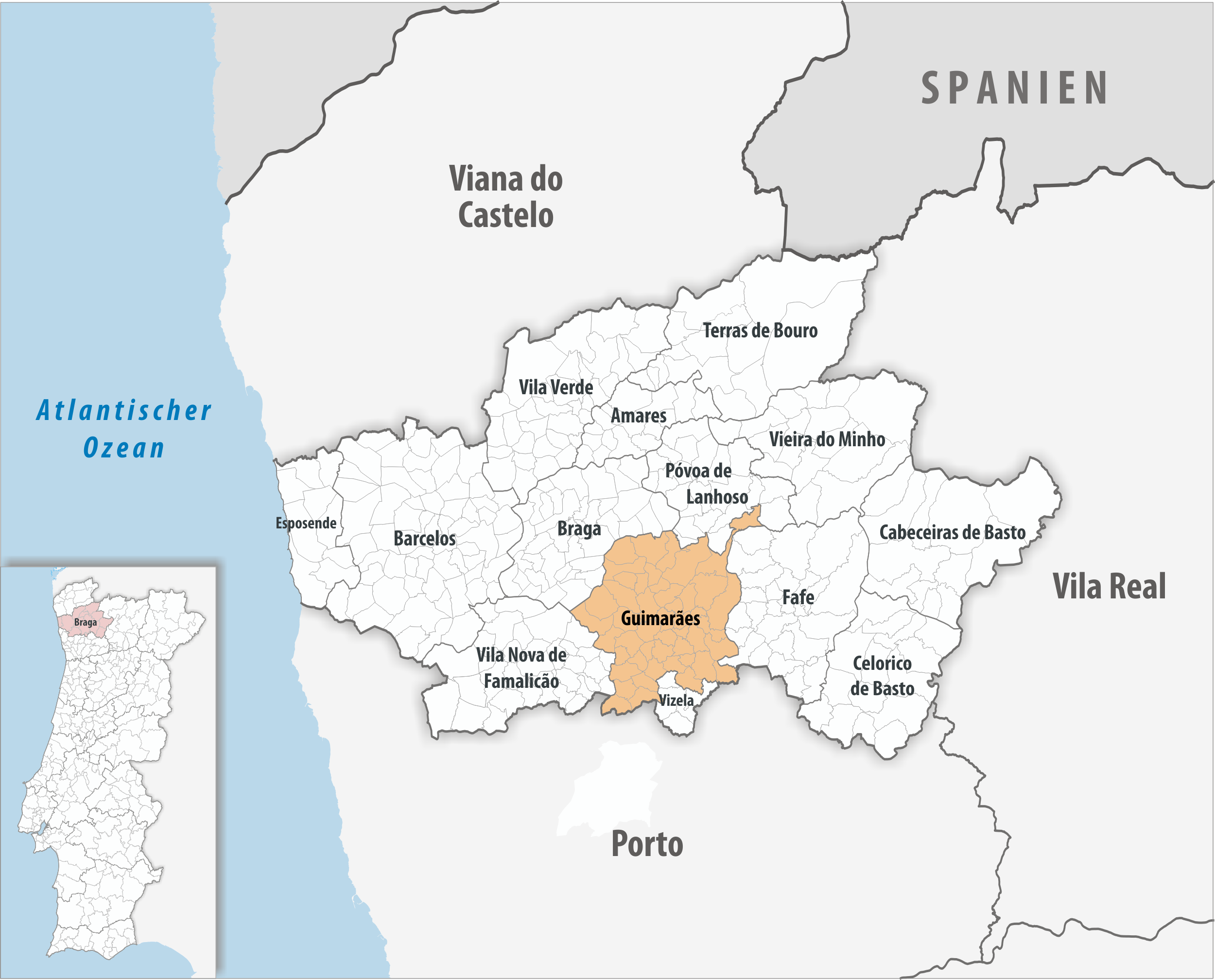
Kreis Guimarães

| Gemeinde                                          | Einwohner (2021) | Fläche km² | Dichte Einw./km² | LAU- Code |
| ------------------------------------------------- | ---------------- | ---------- | ---------------- | --------- |
| Abação e Gémeos                                   | 2.682            | 6,73       | 398              | 030875    |
| Airão Santa Maria, Airão São João e Vermil        | 3.213            | 7,48       | 429              | 030876    |
| Aldão                                             | 1.278            | 1,55       | 824              | 030801    |
| Arosa e Castelões                                 | 699              | 5,52       | 127              | 030877    |
| Atães e Rendufe                                   | 2.579            | 12,09      | 213              | 030878    |
| Azurém                                            | 9.089            | 2,90       | 3.134            | 030804    |
| Barco                                             | 1.439            | 3,02       | 477              | 030806    |
| Briteiros Santo Estêvão e Donim                   | 2.024            | 5,94       | 341              | 030879    |
| Briteiros São Salvador e Briteiros Santa Leocádia | 1.687            | 9,39       | 180              | 030880    |
| Brito                                             | 4.774            | 5,90       | 809              | 030807    |
| Caldelas                                          | 6.304            | 2,69       | 2.340            | 030808    |
| Candoso São Tiago e Mascotelos                    | 3.808            | 3,86       | 987              | 030881    |
| Conde e Gandarela                                 | 2.464            | 3,64       | 677              | 030882    |
| Costa                                             | 5.396            | 4,71       | 1.146            | 030812    |
| Creixomil                                         | 9.708            | 3,01       | 3.229            | 030813    |
| Fermentões                                        | 5.739            | 3,76       | 1.528            | 030815    |
| Gonça                                             | 954              | 7,03       | 136              | 030820    |
| Gondar                                            | 2.581            | 2,51       | 1.029            | 030821    |
| Guardizela                                        | 2.447            | 3,98       | 615              | 030823    |
| Infantas                                          | 1.740            | 6,49       | 268              | 030824    |
| Leitões, Oleiros e Figueiredo                     | 1.437            | 8,98       | 160              | 030883    |
| Longos                                            | 1.339            | 7,24       | 185              | 030827    |
| Lordelo                                           | 3.979            | 4,97       | 800              | 030828    |
| Mesão Frio                                        | 4.159            | 4,13       | 1.007            | 030830    |
| Moreira de Cónegos                                | 4.651            | 4,72       | 984              | 030831    |
| Nespereira                                        | 2.594            | 3,69       | 703              | 030832    |
| Oliveira, São Paio e São Sebastião                | 7.830            | 1,55       | 5.036            | 030884    |
| Pencelo                                           | 1.220            | 2,40       | 509              | 030835    |
| Pinheiro                                          | 1.135            | 1,93       | 587              | 030836    |
| Polvoreira                                        | 3.545            | 3,29       | 1.076            | 030837    |
| Ponte                                             | 6.687            | 6,01       | 1.112            | 030838    |
| Prazins Santo Tirso e Corvite                     | 1.939            | 4,59       | 423              | 030885    |
| Ronfe                                             | 4.496            | 5,02       | 896              | 030840    |
| Sande São Lourenço e Balazar                      | 1.584            | 6,46       | 245              | 030886    |
| Sande Vila Nova e Sande São Clemente              | 3.307            | 7,25       | 456              | 030887    |
| Santa Eufémia de Prazins                          | 1.267            | 2,23       | 567              | 030842    |
| São Cristóvão de Selho                            | 2.138            | 2,66       | 802              | 030850    |
| São Jorge de Selho                                | 5.923            | 5,20       | 1.139            | 030854    |
| São Martinho de Candoso                           | 1.234            | 2,21       | 559              | 030857    |
| São Martinho de Sande                             | 2.239            | 3,30       | 678              | 030858    |
| São Torcato                                       | 3.345            | 10,39      | 322              | 030865    |
| Selho São Lourenço e Gominhães                    | 2.271            | 4,15       | 547              | 030888    |
| Serzedo e Calvos                                  | 2.263            | 4,50       | 502              | 030889    |
| Serzedo                                           | 3.418            | 5,14       | 665              | 030866    |
| Silvares                                          | 2.250            | 4,49       | 501              | 030868    |
| Souto Santa Maria, Souto São Salvador e Gondomar  | 2.043            | 13,87      | 147              | 030890    |
| Tabuadelo e São Faustino                          | 2.415            | 5,05       | 478              | 030891    |
| Urgezes                                           | 5.517            | 3,31       | 1.664            | 030871    |
| Kreis Guimarães                                   | 156.830          | 240,93     | 651              | 0308      |

### Bevölkerungsentwicklung
| Einwohnerzahl im Kreis Guimarães (1801–2011) | Einwohnerzahl im Kreis Guimarães (1801–2011) | Einwohnerzahl im Kreis Guimarães (1801–2011) | Einwohnerzahl im Kreis Guimarães (1801–2011) | Einwohnerzahl im Kreis Guimarães (1801–2011) | Einwohnerzahl im Kreis Guimarães (1801–2011) | Einwohnerzahl im Kreis Guimarães (1801–2011) | Einwohnerzahl im Kreis Guimarães (1801–2011) | Einwohnerzahl im Kreis Guimarães (1801–2011) | Einwohnerzahl im Kreis Guimarães (1801–2011) | Einwohnerzahl im Kreis Guimarães (1801–2011) | Einwohnerzahl im Kreis Guimarães (1801–2011) | Einwohnerzahl im Kreis Guimarães (1801–2011) | Einwohnerzahl im Kreis Guimarães (1801–2011) | Einwohnerzahl im Kreis Guimarães (1801–2011) | Einwohnerzahl im Kreis Guimarães (1801–2011) | Einwohnerzahl im Kreis Guimarães (1801–2011) | Einwohnerzahl im Kreis Guimarães (1801–2011) | Einwohnerzahl im Kreis Guimarães (1801–2011) |
| -------------------------------------------- | -------------------------------------------- | -------------------------------------------- | -------------------------------------------- | -------------------------------------------- | -------------------------------------------- | -------------------------------------------- | -------------------------------------------- | -------------------------------------------- | -------------------------------------------- | -------------------------------------------- | -------------------------------------------- | -------------------------------------------- | -------------------------------------------- | -------------------------------------------- | -------------------------------------------- | -------------------------------------------- | -------------------------------------------- | -------------------------------------------- |
| 1801                                         | 1849                                         | 1864                                         | 1878                                         | 1890                                         | 1900                                         | 1911                                         | 1920                                         | 1930                                         | 1940                                         | 1950                                         | 1960                                         | 1970                                         | 1981                                         | 1991                                         | 2001                                         | 2004                                         | 2008                                         | 2011                                         |
| 47.465                                       | 46.619                                       | 44.188                                       | 46.277                                       | 49.738                                       | 54.910                                       | 58.997                                       | 56.359                                       | 65.417                                       | 82.120                                       | 97.064                                       | 116.272                                      | 121.145                                      | 146.959                                      | 157.589                                      | 159.576                                      | 161.876                                      | 162.636                                      | 158.124                                      |

### Kommunaler Feiertag
- 24. Juni